# Sankt Franciskus sällskap
Sankt Franciskus sällskap (engelska: Society of Saint Francis, SSF) är en anglikansk religiös orden verksam inom anglikanska kyrkogemenskapen, uppkallad efter det katolska helgonet Franciskus av Assisi.

## Svenska kyrkan
Inom Svenska kyrkan finns Franciskus Tredje Orden (FTO), som är en del av Third Order of Saint Francis (TSSF), i den anglikanska kyrkan.